# Beşçatak, İpekyolu
Beşçatak là một xã thuộc huyện İpekyolu, tỉnh Van, Thổ Nhĩ Kỳ. Dân số thời điểm năm 2011 là 527 người.